# Voroncovové
Voroncovové, (rusky Воронцо́вы, někdy též v přepise jako Woronzow, Woroncow apod.) byli významný ruský šlechtický rod. V roce 1744 byli povýšeni do stavu hrabat Svaté říše římské a v roce 1852 do knížecího stavu Ruského impéria.

## Původ rodu

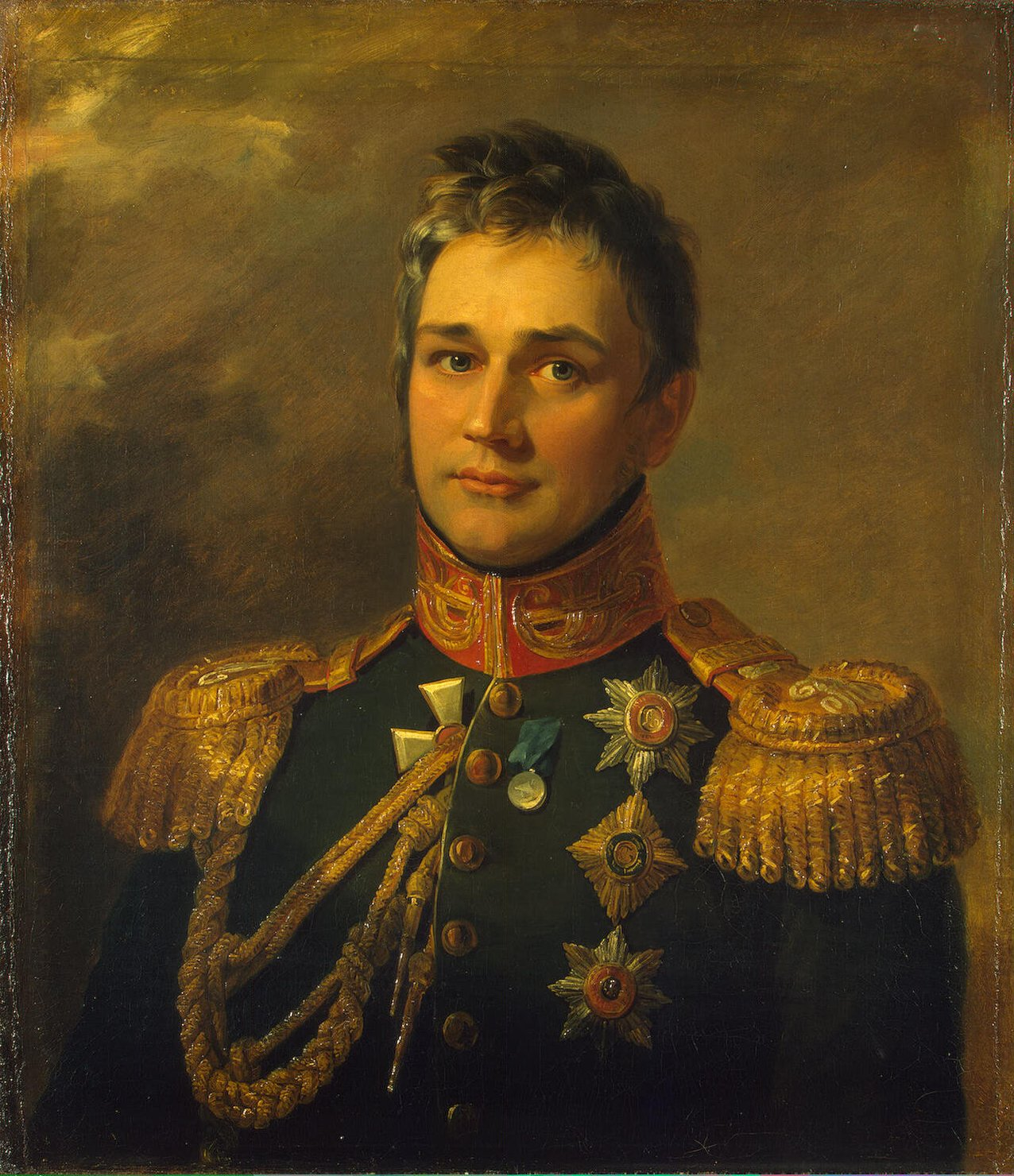
Polní maršál kníže Michail Semjonovič Voroncov (1781–1829), dosáhl úspěchu ve válce proti Napoleonovi i v kavkazské válce

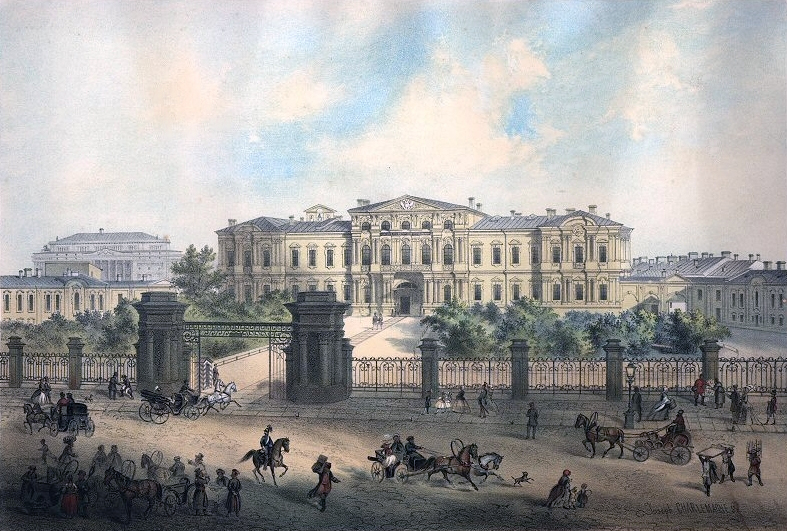
Voroncovský palác v Petrohradu, rytina kolem roku 1858

S největší pravděpodobností je rod Voroncovů vedlejší linií moskevského bojarského rodu Veljaminovů, který se hlásil k původu v mužské linii od varjažského šlecthice Šimona. Veljaminové sloužili jako dědiční starostové Moskvy, a to až do doby, kdy byl tento úřad zrušen Dmitrijem Donským (moskevský kníže v letech 1359 až 1389), jehož matka pocházela z tohoto rodu.

## Historie rodu
Voroncovská větev Veljaminovů dosáhla vrcholu moci v osobě bojara Fjodora Voroncova, jenž se stal de facto ruským vládcem v době nezletilosti budoucího cara Ivana IV. (1543). O tři roky později byl obviněn z velezrady a sťat. Na další dvě století jsou osudy rodu nejasné. Teprve za panování carevny Alžběty I. v letech 1741–1762 vzrostl význam rodu ještě jednou, když se Michail Ilarionovič Voroncov stal vicekancléřem Ruského impéria. Jeho petrohradský palác, vystavěný podle návrhu F. B. Rastrelliho, dodnes připomíná slávu jeho moci.
Za panování cara Petra III. (v lednu až červenci roku 1762) byl Voroncov nejmocnějším mužem v Rusku a jeho neteř Jelizavěta se stala carovou milenkou. Petrova manželka Kateřina II., když odhalila plán manžela nechat se s ní rozvést a oženit se s Jelizavětou Voroncovovou, nechala manžela sesadit z trůnu, za vydatné pomoci své blízké důvěrnice, Jekatěriny Romanovny Voroncov-Daškovové, manželky knížete Daškova. Oba bratři Jekatěriny Daškovové, Alexandr a Semjon Romanovič Voroncovové se pak stali významnými diplomaty a Semjonův syn, Michail Semjonovič Voroncov (1782–1856) se stal prominentním generálem, který se zasloužil o kolonizaci Nového Ruska a vedl ruskou armádu v bojích kavkazské války. Voroncovové z této linie byli velcí anglofilové a podporovali množství anglických umělců, malířů a architektů.
Jekatěrina Romanovna Voroncov-Daškovová odkázala svůj obrovský majetek a predikát Voroncov-Daškov rodině svého bratrance, nejmladší z větví rodu Voroncovových. Nejvýznamnějším představitelem této linie byl hrabě Ilarion Ivanovič Voroncov-Daškov (1837–1916), který zastával úřad ministra Státního majetku (1881–1897) a generálního guvernéra Kavkazu v letech 1905–1915. Byl také velitelem ruské armády ve vítězné bitvě u Sarikamiše (prosinec 1914 až leden 1915) v prvních měsících první světové války.